# 허쑤이
허쑤이(중국어: 何穗, 병음: Hé Suì, 한자음: 하수, 영어: Sui He 수이 허[*], 1989년 9월 23일 ~ )는 중화인민공화국의 모델, 배우이다. 랄프 로렌 런웨이에 오른 최초의 동아시아 출신 모델이자, 빅토리아 시크릿 패션쇼에 선 두번째 중국계 모델이다.